# Поклонники Ахилла
«Поклонники Ахилла» или «Любовники Ахилла» (др.-греч. Ἀχιλλέως Ἐρασταί) — сатировская драма древнегреческого драматурга Софокла (V век до н. э.), сюжет которой связан с мифами о Троянской войне. Её текст утрачен за исключением ряда небольших отрывков (фрг. 149—157a Radt).
Главный герой драмы — сын царя мирмидонян Пелея Ахилл. Учитывая жанр и название пьесы, исследователи полагают, что сатиры приставали к юному герою, а воспитатель Ахилла Феникс старался их отвадить. Один из сохранившихся отрывков, по-видимому, является частью рассказа Пелея о том, как он добивался любви Фетиды. Другой отрывок — возможно, часть пророчества о грядущих подвигах Ахилла.